# Cornelius Krieg
Cornelius Krieg (* 13. September 1838 in Weisenbach; † 24. Januar 1911 in Freiburg im Breisgau) war  ein deutscher katholischer Theologe und Professor für Pastoraltheologie und Pädagogik an der Universität Freiburg.

## Leben
Cornelius Krieg besuchte das Rastatter Gymnasium und studierte von 1861 bis 1865 an den Universitäten in Freiburg im Breisgau und Bonn katholische Theologie und klassische Philologie. Während seines Studiums wurde er im Wintersemester 1861/62 Mitglied der Freiburger Burschenschaft Teutonia. Am 1. August 1866 wurde Cornelius Krieg zum Priester geweiht. Während seiner Zeit in der Seelsorge widmete er sich dem Studium philosophischer und philologischer Wissenschaften. Ab 1870 war er zunächst als Lehrer, von 1872 bis 1874 als Direktor an der Erzbischöflichen Lehranstalt in Breisach.
1876 wurde Krieg mit der Dissertation De servitute ex iure gentium in Heidelberg zum Dr. phil. promoviert, 1880 in Freiburg mit der Dissertation Der Monotheismus der Offenbarung und das Heidenthum. Religionsgeschichtliche Studie. Nach H. Formby zum Dr. theol. Im gleichen Jahr habilitierte er sich an der Theologischen Fakultät der Universität Freiburg über das Thema „Erkenntnistheorie des heiligen Chrysostomus“. Außerdem wurde er 1880 als Ehrenmitglied in die KDStV Hercynia Freiburg im Breisgau aufgenommen.
1883 übernahm Krieg das Lehrdeputat für Pastoraltheologie und Pädagogik. 1884 Ernennung zum außerordentlichen, 1888 zum ordentlichen Professor an der Universität Freiburg. Von 1894 bis 1906 lehrte er zusätzlich das Fach „Einführung in die theologische Wissenschaft“.
1896 war Cornelius Krieg Prorektor der Universität Freiburg. 1898 wurde er zum Geistlichen Rat, 1902 zum Päpstlichen Hausprälaten ernannt.
Er engagierte sich von 1885 bis 1893 als Schriftleiter der „Literarischen Rundschau“, ab 1906 als Vorsitzender im Freiburger Kirchengeschichtlichen Verein und von 1899 bis 1910 als Leiter des Vincentiusvereins und des Katholischen Studienvereins. Zudem war er Ehrenmitglied in der Katholischen Studentenverbindung Unitas Freiburg.
Als Mann einer praktisch-theologischen, besonders religionspädagogisch-katechetischen Übergangszeit kann Cornelius Krieg heute als Wegbereiter moderner Religionspädagogik und als Vorreiter eines Dialogs zwischen Theologie und Humanwissenschaften gelten.

## Veröffentlichungen (Auswahl)
- Grundriss der römischen Alterthümer, für die obersten Klassen der Gelehrtenschulen berechnet. Altbreisach 1872
- Grundriß der römischen Altertümer, mit einem Überblick über die römische Litteraturgeschichte. Ein Lehrbuch für Studierende der oberen Gymnasialklassen und für Lehramtskandidaten. 2., völlig umgearb. und verm. Aufl., Herder, Freiburg im Breisgau 1882 (Digitalisat)
- Lehrbuch der Pädagogik, 1893
- Enzyklopädie der theologischen Wissenschaften, 1899
- Wissenschaft der Seelenleitung; Eine Pastoraltheologie in vier Büchern